# Генетична обремененост
Генетична обремененост или генетично предразположение (на английски: genetic predisposition и съответно genetic susceptibility ) e предразположение към определен тип или род заболявания, което се дължи на наличието на определени генни вариации , които най-често са наследявани директно от един от двамата родители. Все пак наличието на генетична обремененост не означава непременно развитие на даденото заболяване, но обикновено е показател за по-голяма вероятност от развиването на дадено или определен род от заболявания.